# 赫尔穆特·拉亨曼
赫尔穆特·拉亨曼（德語：Helmut Lachenmann，1935年11月27日—），德国作曲家。出生于斯图加特，自幼在教堂参加合唱团，十几岁开始作曲，1955年至1958年就学于西德国立斯图加特音乐学院，后来又去威尼斯成为作曲家诺诺的私人学生。回德国后曾在多所学校任过教。1997年获恩斯特·冯·西门子音乐大奖。21世纪后，拉亨曼与中国音乐界来往较为密切。拉亨曼确立风格后的特点为从声乐上解构传统，其作品有“器乐具体音乐”之称，即利用非常规的演奏技术在传统乐器上制造新音响，对于普通听众而言，这无异于噪音，因此曾有多次作品演出时被观众抗议的经历，拉亨曼也因此以“噪音音乐”著称。但也有观点认为他本质上仍是在深刻地践行德奥音乐传统。代表作包括歌剧《卖火柴的小女孩》、单簧管与乐队《相邻》、大提琴曲《挤压》、三首弦乐四重奏、钢琴曲《舒伯特主题与五段变奏曲》等。

## 生平
1935年11月27日生于纳粹德国斯图加特。父亲为基督新教牧师，母亲为教会音乐家。1955至1958年于斯图加特音乐戏剧学院（德：Staatliche Hochschule für Musik und Darstellende Kunst Stuttgart）学习钢琴与音乐理论。
1958年，拉赫曼拿到奖学金，至威尼斯师从意大利作曲家路易吉·诺诺。1965年，他还在根特大学的电子音乐研究室工作，创作了唯一的磁带音乐作品《Szenario》。这之后，他将创作重心变为器乐音乐。并以自称的“器乐具体音乐”思想，创作了一批著名的作品，诸如钢琴独奏《Guero》（1970）、弦乐四重奏《巨像》（Gran Torso，1972）等。
1970年代起，拉赫曼同时开始了他的教师生涯。自1978年，拉赫曼成为达姆施塔特国际夏季现代音乐讲座（Internationale Ferienkurse für Neue Musik, Darmstadt）的常任讲师。1976-1981年任教于汉诺威音乐、戏剧与媒体学院，1981年至1999年任教于斯图加特音乐学院。